# Alison Korn
Alison Jennifer Korn (* 22. November 1970 in Ottawa) ist eine kanadische Ruderin, die zwei olympische Medaillen gewann. 
Korn rückte 1996 zusammen mit Heather McDermid in den kanadischen Achter, der bei den Weltmeisterschaften 1995 als sechstes Boot ins Ziel gekommen war. Bei den Olympischen Spielen 1996 in Atlanta belegte das Boot den zweiten Platz hinter den Rumäninnen. Bei den Weltmeisterschaften 1997 siegten erneut die Rumäninnen vor den Kanadierinnen, zusätzlich trat Korn zusammen mit Emma Robinson im Zweier ohne Steuerfrau an und gewann den WM-Titel vor dem rumänischen Duo Veronica Cochela und Georgeta Damian. Während Korn und Robinson im Zweier 1998 ihren Titel verteidigen konnten, gewannen sie im Achter die Bronzemedaille hinter den Rumäninnen und den US-Amerikanerinnen. 1999 trat Korn nicht mehr im Zweier an, mit dem Achter belegten sie wie im Vorjahr den dritten Platz. Ihre zweite olympische Medaille gewann Korn 2000 in Sydney mit Bronze hinter den Rumäninnen und den Niederländerinnen.

## Endkampfplatzierungen
(OS=Olympische Spiele, WM=Weltmeisterschaften)
- OS 1996: 2. Platz im Achter (Heather McDermid, Tosha Tsang, Maria Maunder, Alison Korn, Emma Robinson, Anna van der Kamp, Jessica Monroe, Theresa Luke und Lesley Thompson)
- WM 1997: 2. Platz im Achter (Buffy-Lynne Alexander, Laryssa Biesenthal, Jessica Gonin, Alison Korn, Emma Robinson, Dorota Urbaniak, Kristen Wall, Kubet Weston und Lesley Thompson)
- WM 1997: 1. Platz im Zweier ohne (Emma Robinson und Alison Korn)
- WM 1998: 3. Platz im Achter (Buffy-Lynne Alexander, Laryssa Biesenthal, Heather Davis, Alison Korn, Marnie McBean, Emma Robinson, Dorota Urbaniak, Kubet Weston und Lesley Thompson)
- WM 1998: 1. Platz im Zweier ohne (Emma Robinson und Alison Korn)
- WM 1999: 3. Platz im Achter (Buffy-Lynne Alexander, Laryssa Biesenthal, Alison Korn, Theresa Luke, Heather McDermid, Emma Robinson, Dorota Urbaniak, Kubet Weston und Lesley Thompson)
- OS 2000: 3. Platz im Achter (Heather McDermid, Heather Davis, Dorota Urbaniak, Theresa Luke, Emma Robinson, Alison Korn, Laryssa Biesenthal, Buffy-Lynne Alexander und Lesley Thompson)